# Le Petit Kangourou
Pour plus de détails, voir Fiche technique et Distribution.
Le Petit Kangourou (Hippety Hopper) est un dessin animé Merrie Melodies réalisé par Robert McKimson et met en scène Sylvestre le chat et Hippety Hopper sorti en 1949.

## Synopsis
Une petite souris chassée de son domicile par Gros Minet fait la connaissance d'un kangourou, avec lequel elle revient à la maison pour donner une bonne leçon au chat.

## Fiche technique
Sauf indication contraire, les informations mentionnées dans cette section peuvent être confirmées par la base de données cinématographiques IMDb,  présente dans la section « Liens externes ».
- Réalisation : Robert McKimson
- Scénario : Warren Foster
- Production : Eddie Selzer (non crédité)
- Musique:
  - Carl Stalling
  - Milt Franklyn (non crédité)
- Animation :
  - John Carey
  - Phil DeLara
  - Charles McKimson (en)
  - Pete Burness
  - Manny Gould (en) (non crédité)
- Layouts : Cornett Wood
- Backgrounds : Richard H. Thomas
- Format : Technicolor ; rapport de forme 1.37 : 1 ; 35 mm ; procédé cinématographique sphérique
- Son : mono
- Société de production : Warner Bros. Cartoons
- Société de distribution : Warner Bros. Pictures
- Durée : 7 minutes et 7 secondes
- Langue : Anglais
- Sortie en salle : 19 novembre 1949 aux États-Unis

## Distribution

### Voix originale
- Mel Blanc : Sylvestre « Gros Minet » le chat, la petite souris et le chien.

### Voix françaises
- Patrick Préjean : Sylvestre « Gros Minet » le chat
- Patricia Legrand : La petite souris
- Pascal Renwick : Le chien.